# David Belenguer
David Belenguer Reverte (Vilasar de Mar, 17 de diciembre de 1972) es un exfutbolista español y propietario y presidente del CD Tondela, equipo de fútbol de la Segunda División de Portugal.
Jugaba de defensa. Comenzó en los escalafones inferiores del Real Madrid. Destacó principalmente en primera división con el Real Betis y con el Getafe CF.Futbolista con cerca de 500 partidos entre 1.ª y 2.ª división, destacó por su juego elegante, actuando en ocasiones como mediocentro, y siendo, en diferentes, fases, capitán, tanto en el Betis como en el Getafe, con el que llegó a disputar dos finales de la Copa del Rey, y una edición de la Copa de la UEFA.
Con el Real Betis anotó un gol decisivo en el retorno a primera división contra el Recreativo de Huelva (rival directo por el ascenso) en la recta final de la temporada 2000/01.
En noviembre de 2018, se convierte en el máximo accionista del CD Tondela SAD, equipo de la Primeira Liga de Portugal, asumiendo también la presidencia del conjunto luso.

## Clubes
| Club                       | País   | Temporada |
| -------------------------- | ------ | --------- |
| Palamós Club de Futbol     | España | 1993-1995 |
| Club Deportivo Leganés     | España | 1995-1996 |
| Real Club Celta de Vigo    | España | 1996-1997 |
| Unió Esportiva Lleida      | España | 1997      |
| Albacete Balompié          | España | 1997-1998 |
| Club de Fútbol Extremadura | España | 1998-2000 |
| Real Betis Balompié        | España | 2000-2004 |
| Getafe Club de Fútbol      | España | 2004-2010 |
| Real Betis Balompié        | España | 2010-2011 |

- Datos: Q942608
- Multimedia: David Belenguer / Q942608